# مضاض ياباني
المُضاض الياباني (باللاتينية: Euonymus japonicus) (ويسمى أيضا مرجان) نوع نباتي يتبع جنس المُضاض من الفصيلة الحرابية (باللاتينية: Celastraceae).
موطنه اليابان.

## الوصف النباتي
شجيرة دائمة الخضرة تزرع كنبات سياج تزييني أو كنباتات مفردة لها قدرة عالية على تحمل القص والتشكيل، موطنها الأصلي اليابان واسعة الانتشار في الحدائق ولها قيمة جمالية أوراقها جلدية سميكة لامعة مسننة الحافة وأزهارها ليست ذات قيمة جمالية تتحول إلى ثمار كروية الشكل حمراء جميلة.
يتكاثر المرجان بالعقل الساقية بطول 10-15 سم تؤخذ في الربيع بعد خف الأوراق السفلية عليها ثم تزرع في تربة من الدبال والرمل بنسبة 2 : 1 وتؤمن لها الرطوبة الجوية والأرضية، تنقل العقل بعد تجذيرها إلى أكياس من النايلون أو إلى تنك وتوالى بالعناية والقص إلى أن يحين نقلها للمكان الدائم. ويتحمل النبات انخفاض الحرارة والجفاف ويزرع في الأماكن المشمسة.